# فجر ( بوغيرو)
فجر هي لوحة زيتية للفنان الفرنسي ويليام بوغيرو رسمها في 1881،اللوحة حالياً معروضة في متحف برمينغهام للفنون.